# 17V busz (Békéscsaba)
A békéscsabai 17V jelzésű autóbusz az Autóbusz-állomás és a Lencsési autóbusz-forduló között közlekedik a 17-es busz kiegészítő járataként. A viszonylatot a Volánbusz üzemelteti. Ez az egyik járat, amely összeköti a Lencsési lakótelepet a belvárossal, valamint az autóbusz- és vasúti pályaudvarral.
A vonalon javarészt Ikarus C80-as és MAN SG 263-as autóbuszok járnak.

## Jellemzői
A járatokat egész nap sokan használják, Békéscsaba egyik legforgalmasabb autóbuszvonaláról van szó. A tanulók számára kedvező, hogy Békéscsaba sok oktatási intézményének közelében elhalad a járat, illetve érinti a belváros több pontját, valamint az autóbusz-és vasúti pályaudvart is.

## Útvonala
| Lencsési autóbusz-forduló felé | Autóbusz-állomás felé |
| --- | --- |
| - Autóbusz-állomás - Temető sor - Boczkó Dániel tér - Andrássy út - Petőfi utca - Bartók Béla út - Szabadság tér - Dózsa György út - Corvin utca - Lencsési út - Lencsési autóbusz-forduló | - Lencsési autóbusz-forduló - Lencsési út - Corvin utca - Dózsa György út - Szabadság tér - Bartók Béla út - Petőfi utca - Andrássy út - Boczkó Dániel tér - Temető sor - Autóbusz-állomás |

## Megállóhelyei
Az Autóbusz-állomás felé a buszok érintik a Lencsési, TESCO megállót is, míg a Lencsési autóbusz-forduló felé kihagyják.
| 0  | Autóbusz-állomás végállomás          | 20 | 1, 3, 3M, 3V, 4, 5, 7, 7F, 8, 8A, 8V, 20 120 (Budapest – Szolnok – Lökösháza), 121 (Békéscsaba – Mezőhegyes – Makó – Újszeged), 128 (Békéscsaba – Kötegyán – Vésztő), 135 (Békéscsaba – Orosháza – Hódmezővásárhely – Szeged) helyközi-országos autóbuszjáratok: Budapest-Népliget, Debrecen, Eger, Hajdúszoboszló, Karcag, Kecskemét, Kunszentmárton, Miskolc, Pécs, Szeged, Szentes, Szolnok, Zalaegerszeg regionális autóbuszjáratok: Battonya, Békés, Békéssámson, Békésszentandrás, Bélmegyer, Csanádapáca, Csorvás, Dévaványa, Doboz, Dombegyház, Elek, Füzesgyarmat, Gerendás, Geszt, Gyomaendrőd, Gyula, Kamut, Kaszaper, Kétsoprony, Kondoros, Köröstarcsa, Kunágota, Medgyesbodzás, Medgyesegyháza, Mezőberény, Mezőkovácsháza, Orosháza, Sarkad, Szabadkígyós, Szarvas, Szeghalom, Telekgerendás, Tótkomlós, Újkígyós, Vésztő | Békéscsaba vasútállomás Helyközi autóbusz-állomás Obi Áruház, Penny Market |
| 2  | Andrássy Gimnázium                   | 18 | 1, 3, 3M, 3V, 4, 5, 7, 7F, 20 | Andrássy Gyula Gimnázium és Kollégium, Katonai Igazgatási és Érdekvédelmi Iroda, Reál, VOKE Vasutas Művelődési Háza és Könyvtára |
| 4  | Petőfi liget                         | 16 | 1, 3, 3M, 3V, 4, 5 Autóbusz-állomás felé, 7, 7F, 8 Linamar felé, 8A Tesco felé, 8V Tesco felé, 20 Autóbusz-állomás felé | Angyalos-kút, Békéscsabai Petőfi Utcai Általános Iskola, Békéscsabai Kemény Gábor Logisztikai és Közlekedési Szakközépiskola, Trianon tér Csaba Center: Békéscsaba Center Posta, Hervis, Media Markt, Spar, Telenor, T-Pont, Vodafone |
| 6  | Petőfi utca                          | 14 | 1, 3, 3M, 3V, 4, 7F | Békéscsabai Petőfi Utcai Általános Iskola |
| 8  | Haán Lajos utca                      | 12 | 1, 3, 3M, 3V, 4, 7F helyközi-országos autóbuszjáratok: Debrecen, Szeged, Szentes regionális autóbuszjáratok: Battonya, Békésszentandrás, Dombegyház, Elek, Geszt, Gyomaendrőd, Gyula, Mezőkovácsháza, Orosháza, Szarvas, Tótkomlós, Újkígyós, Vésztő | Békéscsabai Belvárosi Általános Iskola és Gimnázium, Békéscsabai Rendőrkapitányság, Békéscsaba 1-es posta, Magyar Államkincstár - Állampénztári Ügyfélszolgálat |
| 10 | Szabadság tér                        | 10 | 1, 3, 3M, 3V, 4, 7F "B" útvonalon, 17, 17M | Békéscsabai Bartók Béla Művészeti Szakközépiskola, és Alapfokú Művészetoktatási Intézmény, Zeneiskola, Békéscsabai Járási Hivatal, Békéscsabai Városi Önkormányzat, Fegyveres Erők Klubja, Fiume Hotel, Invitel Telepont, Jókai Színház, K&H Bank, Magyar Államkincstár Dél-Alföldi Regionális Igazgatóság, MKB Bank, OTP Bank, Sas Patika, Városháza |
| 12 | Kölcsey utca                         | 8  | közvetlenül: 17, 17M közvetve: 7 mindkét esetben: 7F | Napraforgó Gyógypedagógiai Központ, Korai fejlesztő és Fejlesztő felkészítő, Fejlesztő Iskola és Nappali Intézmény, Önálló Életvitel Központ és Integrált Támogató Szolgálatok Árpád Gyógy- és Strandfürdő |
| 13 | Ábrahámffy utca                      | 7  | 7 Lencsési autóbusz-forduló felé, 7F "B" útvonalon, 17, 17M | Lidl, Oázis Üzletház, Tesco Hipermarket |
| ∫  | Lencsési, TESCO                      | 6  | 7 Autóbusz-állomás felé, 7F, 17 Szabadság tér felé, 17M Malom tér felé | Tesco Hipermarket |
| 14 | Körgát                               | 5  | 7, 7F, 17, 17M | Kastélyi evangélikus temető |
| 16 | Lencsési ABC                         | 4  | 7, 7F, 17, 17M | Lencsési ABC, Lencsési gyógyszertár, Lencsési úti orvosi rendelők, One Euro Market, Pietro ABC |
| 18 | Lencsési lakótelep                   | 2  | 7, 7F, 17, 17M | Kondorosi Takarékszövetkezet |
| 19 | Ifjúsági tábor                       | 1  | 7, 7F, 17, 17M | Reál |
| 20 | Lencsési autóbusz-forduló végállomás | 0  | 7, 7F "B" útvonalon, 17, 17M | Élővíz-csatorna, Fenyves Hotel, Ifjúsági tábor, Parkerdő |

### Ruhaipari Szakközépiskola érintésével
A járat alkalmanként tovább megy egy megállót a Ruhaipari Szakközépiskolához. Emellett pedig időnként innen is indul. Korábban a 7-es és a 17-es buszok voltak ilyen státuszban.
|  | Ruhaipari Szakközépiskola végállomás | 0 |  | Parkerdő |

### Fényes érintésével
2016 óta esténként érinti Fényes városrészt is, viszont csak egy irányba, s a Ruhaipari Szakközépiskola érintésével. Iskolai előadási napokon és tanszünetben munkanapokon 20:30-kor és 22:25-kor közlekedik úgy, hogy érinti Fényes városrészt.
A megállóhelyek: Autóbusz-pályaudvar, Andrássy Gimnázium, Petőfi liget, Petőfi utca, Haán Lajos utca, Szabadság tér, Kölcsey utca, Ábrahámffy utca, Körgát, Lencsési ABC, Lencsési lakótelep, Ifjúsági tábor, Lencsési autóbusz-forduló, Ruhaipari Szakközépiskola, Feketefenyő utca, Borjúréti kertek, Fényes, vasút, Fényes, autóbusz-forduló, Fényes, Vegyesbolt, Perei tanya, Fényesi utca, Veszely csárda, Ruhaipari Szakközépiskola.

## Külső hivatkozások
- Békéscsaba buszjáratai és menetrendjük
- A Dél-alföldi Közlekedési Központ Zrt. honlapja
- A Körös Volán honlapja
- A Körös Volán autóbuszainak listája Archiválva 2016. március 5-i dátummal a Wayback Machine-ben